# ダノンデサイル
ダノンデサイル（欧字名:Danon Decile、2021年4月6日 - ）は、日本の競走馬。主な勝ち鞍は2024年の東京優駿、2025年のドバイシーマクラシック。
馬名の意味は、冠名＋母名の一部。

## 経歴

### デビュー前
2021年4月6日、北海道千歳市の社台ファームで誕生。2022年のセレクトセール1歳市場において1億3500万円（税別）でダノックスに落札された。その後、栗東・安田翔伍厩舎に入厩した。

### 2歳（2023年）
10月9日東京芝1600mの2歳新馬戦でデビュー。レースでは道中後方追走から最後の直線で追い上げるもファビュラススターの4着と惜敗する。10月28日京都芝1800mの2歳未勝利戦では2番手追走から最後の直線で逃げ粘るシルヴァリームーンを交わして1馬身半差をつけ2戦目で初勝利を挙げる。11月25日に行われたGIII京都2歳ステークスでは中団のやや後ろで脚を溜め、直線で懸命に追い込んできたがシンエンペラーの4着に敗れ2歳シーズンを終えた。

### 3歳（2024年）
1月14日に行われたGIII京成杯では道中5番手の好位に位置し、直線で外から鋭く脚を伸ばて先頭に立ち、最後は後方から追い込んできたアーバンシックに3/4差をつけ重賞初制覇を果たすとともに、鞍上の横山典弘は自身のJRA最年長重賞勝利記録更新となる55歳10カ月23日での達成となった。ダノンデサイル自身がそのレース中に排便したが、勝利したことでも話題となった。続いて4月14日の皐月賞に出走する予定だったが、出走直前に右前肢ハ行を発症し、競走除外となった。
5月26日の第91回東京優駿では、スタートから好位につけると、直線ではジャスティンミラノの追撃を振り切り優勝した。横山はダービー3勝目となった他、56歳での勝利は武豊の記録を更新してJRA・GIおよび東京優駿の最年長勝利記録とした。管理する安田翔伍調教師は、JRA・GI初勝利となるほか、勝利調教師として池江泰寿の42歳4カ月を更新する41歳10ヶ月22日の最年少記録となった。単勝配当も9番人気46.6倍は2019年のロジャーバローズに次ぐ東京優駿単勝史上歴代2番目の高配当。
東京優駿後、山元トレーニングセンターに放牧に出され、7月8日にオーナーや騎手とも協議した結果、次走の予定は菊花賞に直行することが発表された。

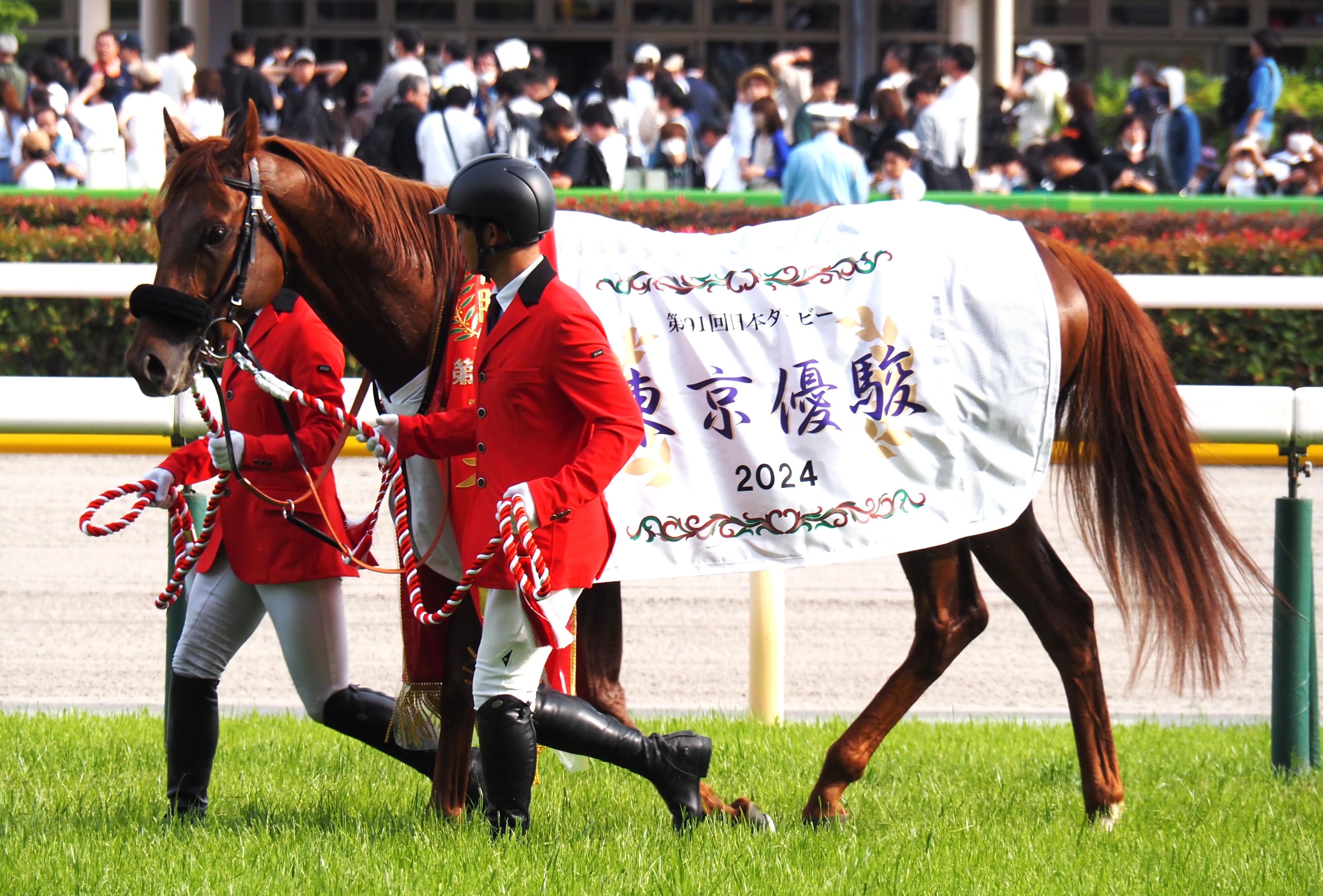
東京優駿優勝後
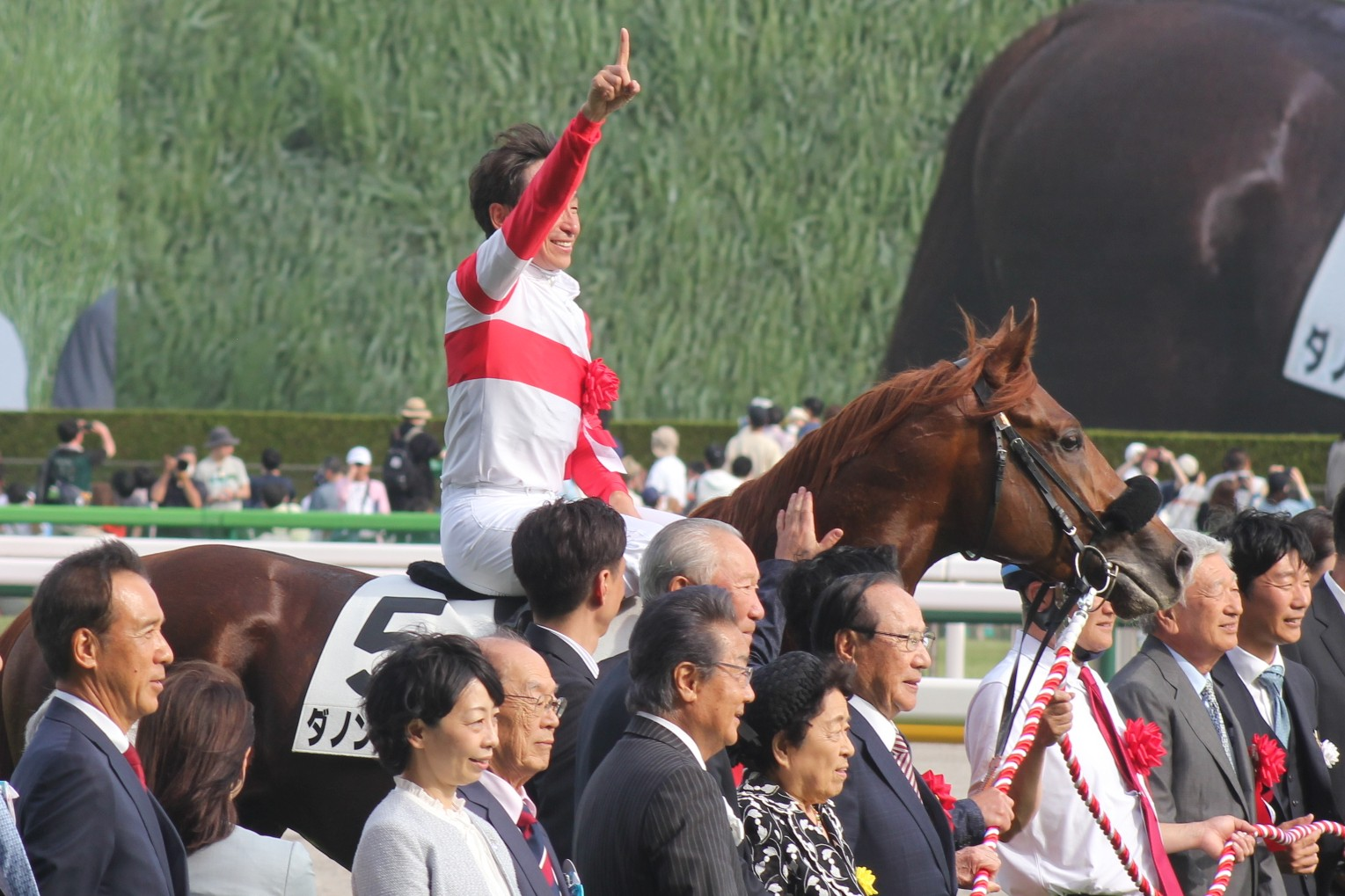
東京優駿口取り式

10月20日、菊花賞は1番人気に推されたが、スタートして序盤は先行したものの、どんどん前に入られてポジションが下がる内枠ならではの苦しい展開で、直線は外から追い込んだが6着に終わる。有馬記念では1000mを62.9秒とスローでペースを作り、最後の直線で先頭に逃げるもレガレイラとシャフリヤールに交わされ3着となった。

### 4歳（2025年）
新コンビ・戸崎圭太を迎え1月26日に中山競馬場で行われたアメリカジョッキークラブカップで1番人気に応えて勝利した。日本ダービー覇者のアメリカジョッキークラブカップ勝利は、1999年のスペシャルウィーク（ダノンデサイルの父母父）以来26年ぶり4頭目の快挙となった。4月5日、引き続き戸崎圭太とのコンビで出走したドバイシーマクラシックでは、中団から果敢に差し脚を伸ばして先団を躱し去り、カランダガンの猛追を抑え海外GI初制覇を飾った。また、エピファネイア産駒としても初の海外GⅠ勝利馬となった。ドバイシーマクラシックのあとは英インターナショナルSを予定していると安田翔伍調教師のXにて発表された。

## エピソード
京成杯のレース中に排便したこと、さらに日本ダービーを勝利したことから、一部ファンからはみどりのマキバオーの主人公ミドリマキバオーになぞらえて「（令和の）うんこたれ蔵」のあだ名をつけられている。

## 競走成績
以下の内容は、JBISサーチ、netkeiba.com、Racing Postおよびエミレーツ競馬協会に基づく。
| 競走日     | 競馬場   | 競走名    | 格   | 距離（馬場）  | 頭 数 | 枠 番 | 馬 番 | オッズ （人気） | 着順 | タイム （上り3F） | 着差  | 騎手      | 斤量 [kg] | 1着馬（2着馬）         | 馬体重 [kg] |
| ---------- | -------- | --------- | ---- | ------------- | ----- | ----- | ----- | --------------- | ---- | ----------------- | ----- | --------- | --------- | ---------------------- | ----------- |
| 2023.10.09 | 東京     | 2歳新馬   |      | 芝1600m（稍） | 13    | 2     | 2     | 008.30（3人）   | 04着 | R1:37.7（34.1）   | -0.8  | 0横山典弘 | 56        | ファビュラススター     | 504         |
| 0000.10.28 | 京都     | 2歳未勝利 |      | 芝1800m（良） | 10    | 6     | 6     | 011.30（5人）   | 01着 | R1:47.9（35.0）   | -0.2  | 0横山典弘 | 56        | （シルヴァリームーン） | 508         |
| 0000.11.25 | 京都     | 京都2歳S  | GIII | 芝2000m（良） | 14    | 3     | 4     | 043.0（11人）   | 04着 | R1:59.9（35.2）   | -0.1  | 0横山典弘 | 56        | シンエンペラー         | 502         |
| 2024.01.14 | 中山     | 京成杯    | GIII | 芝2000m（良） | 14    | 8     | 14    | 011.50（5人）   | 01着 | R2:00.5（34.1）   | -0.1  | 0横山典弘 | 57        | （アーバンシック）     | 506         |
| 0000.04.14 | 中山     | 皐月賞    | GI   | 芝2000m（良） | 17    | 8     | 16    |                 |      | 競走除外          |       | 0横山典弘 | 57        | ジャスティンミラノ     | 504         |
| 0000.05.26 | 東京     | 東京優駿  | GI   | 芝2400m（良） | 17    | 3     | 5     | 046.60（9人）   | 01着 | R2:24.3（33.5）   | -0.4  | 0横山典弘 | 57        | （ジャスティンミラノ） | 504         |
| 0000.10.20 | 京都     | 菊花賞    | GI   | 芝3000m（良） | 18    | 2     | 4     | 002.90（1人）   | 06着 | R3:04.8（35.5）   | -0.7  | 0横山典弘 | 57        | アーバンシック         | 522         |
| 0000.12.22 | 中山     | 有馬記念  | GI   | 芝2500m（良） | 15    | 1     | 1     | 004.00（2人）   | 03着 | R2:32.0（35.4）   | -0.2  | 0横山典弘 | 56        | レガレイラ             | 520         |
| 2025.01.26 | 中山     | AJCC      | GII  | 芝2200m（良） | 18    | 4     | 8     | 002.60（1人）   | 01着 | R2:12.1（36.0）   | -0.1  | 0戸崎圭太 | 58        | （マテンロウレオ）     | 516         |
| 0000.04.05 | メイダン | ドバイSC  | G1   | 芝2410m（Gd） | 9     | 3     | 6     | 005.70（4人）   | 01着 | R2:27.05（32.5）  | -0.19 | 0戸崎圭太 | 57        | （Calandagan）         | 計不        |

- 海外の競走の「枠番」欄にはゲート番を記載
- 競走成績は2025年4月5日現在

## 血統表
| ダノンデサイルの血統         | ダノンデサイルの血統                               | ダノンデサイルの血統                               | （血統表の出典）                                   | （血統表の出典）    |
| 父系                         | ロベルト系                                         | ロベルト系                                         | ロベルト系                                         | [ § 2 ]             |
| 父 エピファネイア 2010 鹿毛  | 父の父*シンボリクリスエス 1999 黒鹿毛              | Kris S.                                            | Roberto                                            | Roberto             |
| 父 エピファネイア 2010 鹿毛  | 父の父*シンボリクリスエス 1999 黒鹿毛              | Kris S.                                            | Sharp Queen                                        |                     |
| 父 エピファネイア 2010 鹿毛  | 父の父*シンボリクリスエス 1999 黒鹿毛              | Tee Kay                                            | Gold Meridian                                      | Gold Meridian       |
| 父 エピファネイア 2010 鹿毛  | 父の父*シンボリクリスエス 1999 黒鹿毛              | Tee Kay                                            | Tri Argo                                           |                     |
| 父 エピファネイア 2010 鹿毛  | 父の母シーザリオ 2002 青毛                         | スペシャルウィーク                                 | *サンデーサイレンス                                | *サンデーサイレンス |
| 父 エピファネイア 2010 鹿毛  | 父の母シーザリオ 2002 青毛                         | スペシャルウィーク                                 | キャンペンガール                                   |                     |
| 父 エピファネイア 2010 鹿毛  | 父の母シーザリオ 2002 青毛                         | *キロフプリミエール                                | Sadler's Wells                                     | Sadler's Wells      |
| 父 エピファネイア 2010 鹿毛  | 父の母シーザリオ 2002 青毛                         | *キロフプリミエール                                | Querida                                            |                     |
| 母 *トップデサイル 2012 栗毛 | 母の父Congrats 2000 鹿毛                           | A.P. Indy                                          | Seattle Slew                                       | Seattle Slew        |
| 母 *トップデサイル 2012 栗毛 | 母の父Congrats 2000 鹿毛                           | A.P. Indy                                          | Weekend Surprise                                   |                     |
| 母 *トップデサイル 2012 栗毛 | 母の父Congrats 2000 鹿毛                           | Praise                                             | Mr. Prospector                                     | Mr. Prospector      |
| 母 *トップデサイル 2012 栗毛 | 母の父Congrats 2000 鹿毛                           | Praise                                             | Wild Applause                                      |                     |
| 母 *トップデサイル 2012 栗毛 | 母の母Sequoia Queen 2004 黒鹿毛                    | Forestry                                           | Storm Cat                                          | Storm Cat           |
| 母 *トップデサイル 2012 栗毛 | 母の母Sequoia Queen 2004 黒鹿毛                    | Forestry                                           | Shared Interest                                    |                     |
| 母 *トップデサイル 2012 栗毛 | 母の母Sequoia Queen 2004 黒鹿毛                    | Barefoot Dyana                                     | Dynaformer                                         | Dynaformer          |
| 母 *トップデサイル 2012 栗毛 | 母の母Sequoia Queen 2004 黒鹿毛                    | Barefoot Dyana                                     | Spankey's Seconds                                  |                     |
| 母系(F-No.)                  | トップデサイル(USA)系(FN:22-b)                     | トップデサイル(USA)系(FN:22-b)                     | トップデサイル(USA)系(FN:22-b)                     | [ § 3 ]             |
| 5代内の近親交配              | Roberto 4×5、Seattle Slew 5×4、Northern Dancer 5×5 | Roberto 4×5、Seattle Slew 5×4、Northern Dancer 5×5 | Roberto 4×5、Seattle Slew 5×4、Northern Dancer 5×5 | [ § 4 ]             |
| 出典                         | 1. 2. 3. 4.                                        | 1. 2. 3. 4.                                        | 1. 2. 3. 4.                                        | 1. 2. 3. 4.         |

- 母トップデサイルは2014年のBCジュヴェナイルフィリーズとアルシバイアディーズステークス（共に米G1）2着の実績がある。
- 5代母Rain a Littleの子孫に2020年BCフィリー&メアスプリントなど米G1・5勝のGamineがいる。